# Той, Фред
Фредерик И. О. «Фред» Той (англ. Frederick E. O. "Fred" Toye; род. 26 сентября 1967, Лос-Анджелес, Калифорния) — американский режиссёр телевидения и продюсер. В 2016 году он снял эпизоды финального сезона «Хорошей жены», 100-й эпизод «В поле зрения», несколько эпизодов «Безмозглых» и мини-сериала «11.22.63», а также эпизоды сериала HBO «Мир Дикого запада».

## Ранняя жизнь и образование
Той поступил в Калифорнийский университет в Санта-Барбаре и окончил его со степенью бакалавра.

## Карьера
Той начал свою карьеру в качестве помощника продюсера в течение пяти лет и монтажёра в течение 15 лет, прежде чем стать телережиссёром. Он часто сотрудничает с Дж. Дж. Абрамс. Он был режиссёром, монтажёром и сопродюсером нескольких эпизодов сериала канала ABC «Шпионка», также как и был продюсером, а иногда режиссёром, научно-фантастического сериала канала Fox «Грань».
Он также был режиссёром эпизодов сериалов: «Остаться в живых», «Говорящая с призраками», «Братья и сёстры», «4400», «Лунный свет», «V», «C.S.I.: Место преступления Нью-Йорк», «Чак», «Хорошая жена», «Рухнувшие небеса», «В поле зрения» и многих других.

## Избранная фильмография
- Сёгун (2024) / Shōgun
  - эпизод 1.04 «Восьмислойный барьер»
  - эпизод 1.05 «Приручённые»
  - эпизод 1.09 «Малиновое небо»
  - эпизод 1.10 «Сон во сне»
- Последний кандидат / Designated Survivor
  - эпизод 1.07 "Предатель"
  - эпизод 1.10 "Клятва"
  - эпизод 1.14 "Главнокомандующий"
  - эпизод 1.17 "Девятое место"
  - эпизод 1.21 "Распорка для воздействия"
  - эпизод 2.02 "Стинг хвоста"
- Мир Дикого запада / Westworld
  - эпизод 1.06 "Противник"
  - эпизод 1.07 "Обман зрения"
- В поле зрения / Person of Interest
  - эпизод 1.07 "Свидетель"
  - эпизод 1.21 "Долгих Вам лет"
  - эпизод 2.07 "Критический момент"
  - эпизод 2.15 "Мест нет"
  - эпизод 3.02 "Нечего скрывать"
  - эпизод 3.09 "Перекрёсток"
  - эпизод 3.21 "Бета"
- Хорошая жена / The Good Wife
  - эпизод 1.22 "Гибристофилия"
  - эпизод 2.20 "Международное дело"
  - эпизод 3.04 "Прикармливая крысу"
  - эпизод 3.13 "Программы для чайников"
  - эпизод 3.14 "И снова ложные улики"
  - эпизод 4.05 "В ожидании стука"
  - эпизод 4.19 "Колёса правосудия"
  - эпизод 5.07 "Следующая неделя"
  - эпизод 6.05 "Яркие объекты"
- Революция / Revolution
  - эпизод 1.10 "Никто не виноват кроме меня"
  - эпизод 1.19 "Дитя человеческое"
  - эпизод 2.05 "Один бунт, один рейнджер"
  - эпизод 2.17 "Почему мы боремся"
- Почти человек / Almost Human
  - эпизод 1.12 "Созерцатель"
- Риццоли и Айлс / Rizzoli & Isles
  - эпизод 2.09 "Папа, прощай"
  - эпизод 3.07 "Без ума от тебя"
- Рухнувшие небеса / Falling Skies
  - эпизод 1.04 "Благоволение"
  - эпизод 1.05 "Тихое убийство"
- C.S.I.: Место преступления Нью-Йорк / CSI: NY
  - эпизод 5.02 "Увлекательная книга"
  - эпизод 7.15 "Линчеватель"
  - эпизод 8.01 "Несмываемый"
- Вегас / Vegas
  - эпизод 1.13 "Дорожная поездка"
- Гавайи 5.0 / Hawaii Five-0
  - эпизод 1.11 "Рай"
  - эпизод 2.19 "Судьба"
  - эпизод 3.02 "Сомнение"
- Под прикрытием / Undercovers
  - эпизод 1.09 "Забываемая ночь"
- Больница Майами / Miami Medical
  - эпизод 1.09 "Down To Be Down"
- V / V
  - эпизод 1.03 "Новый светлый день"
  - эпизод 1.09 "Вилка еретика"
- Мелроуз Плейс / Melrose Place
  - эпизод 1.04 "Виноградная лоза"
- Говорящая с призраками / Ghost Whisperer
  - эпизод 2.04 "Скованный призрак"
  - эпизод 2.18 "Дети призраков"
  - эпизод 3.07 "Несчастный медиум"
  - эпизод 3.09 "Все призраки Грендвью"
  - эпизод 3.14 "Ожидающая у гроба"
- 4400 / The 4400
  - эпизод 3.11 "Евангелие по Кольеру"
- Нашествие / Invasion
  - эпизод 1.16 "Сильнейшие"
- Чак / Chuck
  - эпизод 1.12 "Чак против любовного приключения"
  - эпизод 3.05 "Чак против первого класса"
  - эпизод 3.15 "Чак против образцов для подражания"
  - эпизод 4.17 "Чак против первого банка зла"
  - эпизод 5.09 "Чак против обманутого мужчины"
- Братья и сёстры
  - эпизод 1.06 "Для детей"
  - эпизод 1.10 "Зажги огни"
- Шпионка / Alias
  - эпизод 4.13 "Вторник"
  - эпизод 5.02 "...1..."
  - эпизод 5.04 "Пересмешник"
  - эпизод 5.13 "30 секунд"
  - эпизод 5.16 "Расправа"
- Остаться в живых / Lost
  - эпизод 3.18 "День зачатия"
- Лунный свет / Moonlight
  - эпизод 1.02 "Из прошлого"
  - эпизод 1.04 "Лихорадка"
  - эпизод 1.16 "Соната"
- Грань / Fringe
  - эпизод 1.03 "Призрачная сеть"
  - эпизод 1.09 "В глубинах сознания"
  - эпизод 1.11 "Рубеж"
  - эпизод 1.15 "Связущий ребёнок"
  - эпизод 1.19 "Неизбранный путь"
  - эпизод 2.11 "Воскрешение"
  - эпизод 3.15 "Объект 13"
  - эпизод 4.16 "Всё не такое, как кажется"